# Arletty
Arletty (eredeti neve: Léonie Marie Julie Bathiat) (Courbevoie, 1898. május 15. – Párizs, 1992. július 24.) francia színésznő, énekesnő és divatmodell.

## Életpályája
Előbb gyári munkás, gyorsírónő, majd divatmodell volt. 1920-tól szerepelt színpadon. Énekesnőként kezdte pályafutását zenés szórakozóhelyeken. 1930-tól szerepelt filmekben. A második világháború után börtönbüntetésre ítélték, mert szeretőjét, egy német tisztviselőt Franciaországban elkaptak. 1963-ban balesetet szenvedett, melynek következtében majdnem teljesen vak lett.
Komikának indult, majd a legkülönfélébb műfajokban, így drámában is játszott. Nemzetközi visszhangot kiváltó sikereit Marcel Carné filmrendező műveiben aratta mint érdekes egyéniségű, hódító szépségű asszonyok életteljes, sokszínű megelevenítője. Egyik legemlékezetesebb alakítása a Szerelmek városa (1944) romantikus színekkel megrajzolt titokzatos hősnője, Garrance. Körülötte robban a dráma a Mire megvirrad-ban (1939), míg a Párizs levegőjében (1954) 15 évvel később, hajdani partnere, Jean Gabin oldalán már a történet rezonőrje, az idős feleség. Ettől az időszaktól általában áttért az anyaszerepekre (Rendkívüli kiadás, 1962), illetve a korosabb nagyvilági dámák megszemélyesítője lett.

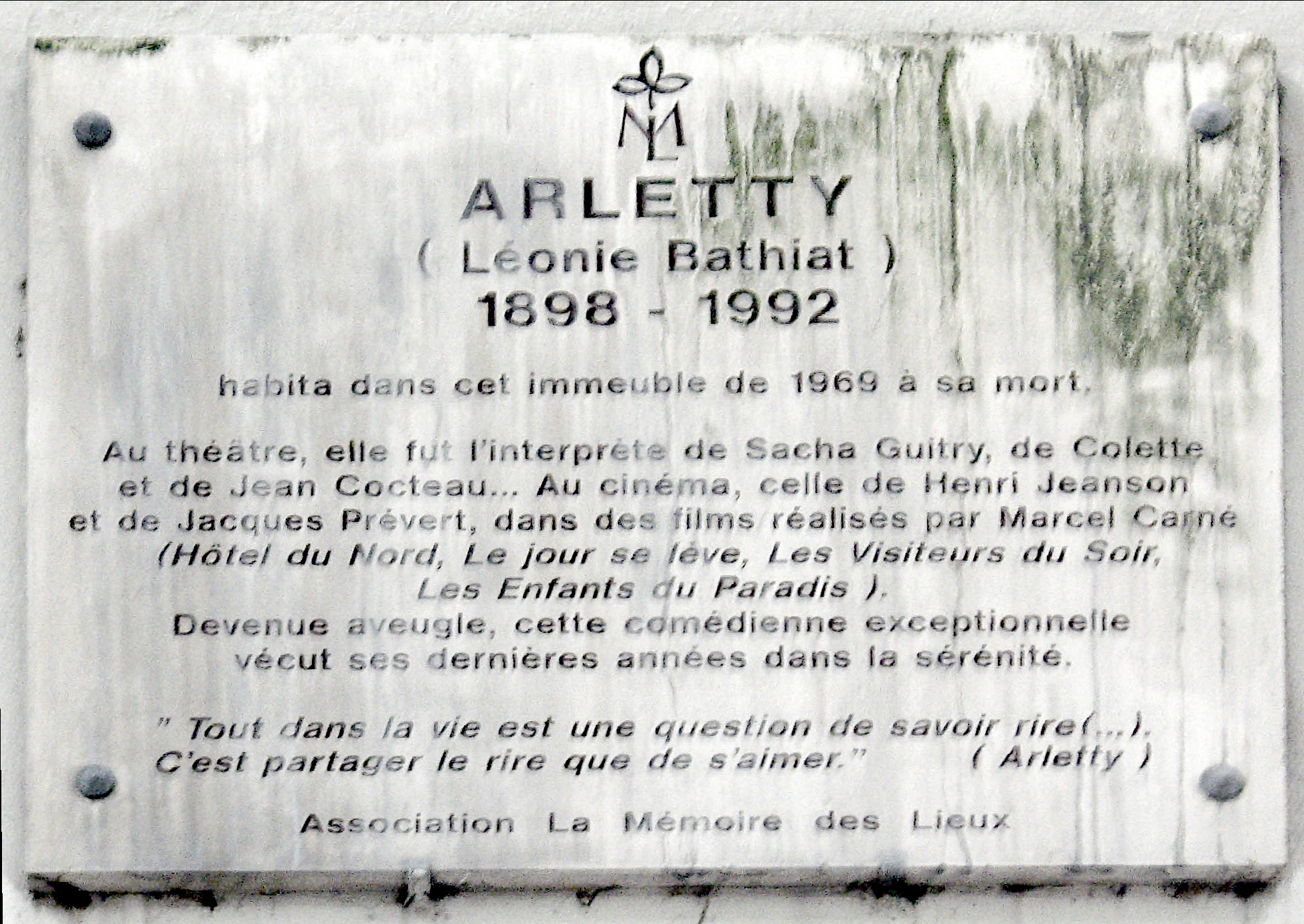
Emléktáblája Párizsban

## Filmjei
(válogatás)
- Hotel Mimóza (1935)
- Éjjeli kaland (1936)
- Külvárosi szálloda (1938)
- Mire megvirrad (1939)
- Enyhítő körülmény (1939)
- Asszony az örvényben (1940)
- Vigyázz, ha jön a nő! (1942)
- A sátán követei (1942)
- Szerelmek városa I.-II. (1944)
- Zárt tárgyalás (1954)
- Párizs levegője (1954)
- Szépséges Párizs (1959)
- Rendkívüli kiadás (1962)
- A leghosszabb nap (1962)